# نيك وود (لاعب اتحاد الرغبي)
نيك وود (بالإنجليزية: Nick Wood)‏ هو لاعب اتحاد الرغبي بريطاني، ولد في 9 يناير 1983 في سويندون في المملكة المتحدة.

## وصلات خارجية
- نيك وود عل موقع إسبنسكروم (الإنجليزية)
- نيك وود على موقع ItsRugby.co.uk (الإنجليزية)